# Scotopteryx albiclausa
Scotopteryx albiclausa är en fjärilsart som beskrevs av W. Warren 1897. Scotopteryx albiclausa ingår i släktet backmätare, och familjen mätare. Inga underarter finns listade.